# Letaj
Letaj este un sat în nord-estul peninsulei Istria, Croația, locuit de istroromâni. În apropiere se află și alte sate locuite de istroromâni, ca de exemplu Șușnievița, Nova Vas (Noselo), Jesenovik (Sucodru). Locuitorii acestor sate vorbesc ramura sudică a limbii istroromâne.